# 馬納提縣 (佛羅里達州)
馬納提縣（英語：Manatee County，部分地區亦稱為馬那提郡）是位於美国佛罗里达州中部的一個郡，靠近墨西哥湾，面積2,312平方公里。根據2020年美國人口普查統計，共有人口39萬9,710人。縣治布雷登顿（Bradenton）。該縣成立於1855年2月9日，縣名源自西印度海牛。